# Mingala
Mingala è una subprefettura della Prefettura di Basse-Kotto, nella Repubblica Centrafricana. 